# Rifugio Pian di Crest
Das Rifugio Pian di Crest (auch Rifugio Piano delle Creste) (deutsch: Pian di Cresthütte) ist eine Selbstversorgerhütte in der Gemeinde Cevio im Val d‘Antabia, einem Seitental des Bavonatales in den Tessiner Alpen. Sie gehört der Società Alpinistica Valmaggese (SAV), die Teil des Tessiner Dachverbandes Federazione Alpinistica Ticinese (FAT) ist. Die Hütte ist Etappenort der Via Alta Vallemaggia.

## Beschreibung
Die Hütte liegt auf 2108 m ü. M. in einem Seitental des Val Bavona, auf einem Plateau an der südwestlichen Seite des Pizzo Basodino. Im Westen ist sie von der Gipfelkette zwischen dem Kanton Tessin und dem italienischen Formazzatal umgeben.
Sie besteht aus zwei Gebäuden, die aus vier Alpgebäuden erstellt wurden. Sie wurde 1984 eingeweiht und 1990 restauriert. Die zweistöckige Hütte hat zwei Aufenthalts-/Essräume mit 15 und 30 Plätzen. Die Küche hat einen Gas- und Holzherd sowie Kochgeschirr. Zeitweise wird die Hütten auch von Freiwilligen bewartet, zu diesen Zeiten ist für Besucher dann auch Halbpension möglich. Die 36 Schlafplätze sind auf zwei Zimmer aufgeteilt. Im Aussenbereich hat es Tische und einen Brunnen.

## Zustieg
- Von San Carlo (960 m ü. M.) im Val Bavona kann die Hütte in 3 ½ Stunden Gehzeit werden (Schwierigkeitsgrad T2).
- Von Rosèd/Roseto (741 m ü. M.) im Val Bavona in 5 Stunden (T3).
- Von Foroglio (684 m ü. M.) im Val Bavona in 7 Stunden (T3).
- Von Ponte/Zum Schtäg (1280 m ü. M.) (Formazzatal, Italien) via Passo Tamier in 5 Stunden.

Die drei Talorte im Val Bavona sind in der Sommersaison mit öffentlichen Verkehrsmitteln erreichbar.

## Aufstiege
- Tamierpass (2772 m ü. M.) in 2 Stunden
- Laghetti della Crosa (2153 m ü. M.)[3]

## Nachbarhütten
- Capanna Basodino in 5 Stunden.
- Rifugio Maria Luisa, Italien, in 6 Stunden.
- Capanna Grossalp in 8 Stunden.